# أحمد التوفيق
أحمد التوفيق (22 يونيو 1943) مفكر، مؤرخ، وروائي مغربي، يشغل منصب وزير الأوقاف والشؤون الإسلامية منذ 2002. ويعد أقدم وزير في تاريخ الحكومات المغربية.

## مسيرته
درس الابتدائية والثانوية بمراكش، وحصل سنة 1968 على الإجازة في الآداب (تخصص تاريخ) من جامعة الآداب والعلوم الإنسانية بالرباط. كما حصل على شهادة علم الآثار ودبلوم السلك الثالث من كلية الآداب بالرباط.

### مسيرته المهنية
بدأ التوفيق في التدريس منذ 1961، حيث شغل منصب أستاذ مساعد بشعبة التاريخ بكلية الآداب بالرباط بين 1970 و 1976، بعدها شغل كأستاذ محاضر بين 1976 و1979، كما عمل نائبا لعميد كلية الآداب بالرباط فيما بين 1968 و 1978 قبل أن يشغل منصب مدير معهد الدراسات الأفريقية فيما بين 1989 و 1995 ومحافظا للخزانة العامة بالرباط من 1995 إلى 2002. يشغل منصب وزير الأوقاف والشؤون الإسلامية منذ 2002. وظل يشغل هذا المنصب في خمس حكومات متعاقبة 2007 و2012 و2017 و2021. عيّنه الملك محمد السادس رئيسا منتدبا لمؤسسة محمد السادس للعلماء الأفارقة سنة 2015.

## الظروف السياسية عند توليه منصب وزير الأوقاف والشؤون الإسلامية
عرف عام 2001 أحداث الحادي عشر من سبتمبر التي خلّفت أثرا كبيرا على المستوى العالمي، كما عرف المغرب أحداث مايو الإرهابية بالدار البيضاء. وفي هاته الظروف الدقيقة، تولى أحمد التوفيق حقيبة الشؤون الإسلامية في المغرب. وبفضل شخصيته التي جمعت بين التاريخ والأدب، تمكن من تدبير الشأن الديني بالمغرب لمدة تقارب العشرين عاما.

## البحث العلمي
أنجز عدة أبحاث ودراسات في الأدب مع الكتابة في مجال التاريخ الاجتماعي الذي خصه برسالة جامعية في موضوع المجتمع المغربي خلال القرن التاسع عشر من 1850 إلى 1912. وله أربع روايات «جارات أبي موسى» (1997) و«شجيرة حناء وقمر» (1998) و«السيل» (1999) و«غريبة الحسين» (2000)، وقد قام المخرج عبد الرحمن التازي بنقل روايته «جارات أبي موسى» إلى الشاشة.

## مؤلفاته
نشر أحمد التوفيق مقالات عديدة في التاريخ الحديث والوسيط وشارك في كتب جماعية وأعمال مترجمة، من بينها:

### في الرواية
- جيران أبي العباس، رواية 2020
- غريبة الحسين، رواية، 2000.
- شجيرة حناء وقمر، رواية، 1998.
- جارات أبي موسى، رواية، 1997.
- السيل، رواية: 1998.
- واحة تينونا أو سر الطائر على الكتف 2022

### في التاريخ
- في تاريخ المغرب، 2019.[9][10]
- المجتمع المغربي في القرن التاسع عشر – 1850-1912 (1984)
- الإسلام والتنمية
- «يهود دمنات».

و”ابن زيدان مؤرخ الدولة العلوية”، سنة 1999،
ساهم الترجمات عبر مؤلف “أفريقيا لمارمول” الذي يقع في 3 أجزاء، و”النخبة السياسية المغربية في القرن التاسع عشر لمصطفى الشابي

### تحقيق نصوص تراثية
- كتاب التسلي عن الآفات بذكر الأحوال وما فات، الدار البيضاء، 2019.
- كتاب التشوف إلى رجال التصوف، لابن الزيات الرباط، 1984.
- دعامة اليقين في زعامة المتيقن لأحمد بن أحمد العزفي”،
- مواهب ذي الجلال في نوازل البلاد السائبة والجبال لمحمد بن عبد الله الكيكي”.